# Ганчо Николов
Ганчо Николов е български певец.

## Биография
Роден е на 1 май 1941 година в Логодаж, Горноджумайско. От 60-те години записва активно македонски народни песни, главно съвместно с Оркестъра за народна музика при Радио „Благоевград“. През 1977 година издава албума „Пирински народни песни“ със самостоятелни изпълнения и дуети с Венера Маеркова. По това време „Балкантон“ издава и няколко негови самостоятелни сингъла и миниалбума.
Ганчо Николов умира през 1995 година.